# Глава Доњецке Народне Републике
Глава Доњецке Народне Републике (рус. Глава Донецкой Народной Республики) је шеф државе самопроглашене Доњецке Народне Републике (ДНР). Према Уставу, глава ДНР је носилац извршне власти.

## Избор
Избори за главу Доњецке Народне Републике спроводе се на основу општег, једнаког и непосредног бирачког права тајним гласањем. Мандат главе ДНР траје 5 година. Глава ДНР је држављанин ДНР који нема страно држављанство, није млађи од 30 година, има право гласа и нема кривични досије. За регистрацију кандидат мора да обезбеди најмање 10.000 потписа бирача. Иста особа не може бити на челу Доњецке Народне Републике више од два узастопна мандата.

## Списак глава ДНР
- в.д

| Бр. | Портрет            | Име (Год. рођења–год. смрти)      | Мандат             | Мандат             | Мандат             | Странка                              | Реф.        |
| Бр. | Портрет            | Име (Год. рођења–год. смрти)      | Почетак мандата    | Крај мандата       | Трајање мандата    | Странка                              | Реф.        |
| --- | ------------------ | --------------------------------- | ------------------ | ------------------ | ------------------ | ------------------------------------ | ----------- |
| 1   |                    | Александар Захарченко (1976–2018) | 4. новембар 2014.  | 31. август 2018. † | 3 године, 300 дана | Доњецка република                    | [ 2 ] [ 3 ] |
| –   |                    | Дмитриј Трапезников (1981) в.д    | 31. август 2018.   | 7. септембар 2018. | 7 дана             | ванпартијска личност                 | [ 4 ]       |
| 2   |                    | Денис Пушилин (1981)              | 7. септембар 2018. | 20. новембар 2018. | 74 дана            | Доњецка република Јединствена Русија | [ 4 ]       |
| 2   | 20. новембар 2018. | Денис Пушилин (1981)              |                    | 6 година, 144 дана |                    | Доњецка република Јединствена Русија | [ 4 ]       |